# Худуц
Худуц (дарг. ХудуцI) — село в Дахадаевском районе Дагестана Российской Федерации. Входит в состав Аштынского сельсовета.

## География
Худуц расположен в высокогорном Дагестане на высоте 1746 метров, на левом берегу реки Уллучай, в месте впадения в неё реки Мижагликкотты. Ближайшее село — Ашты, центр сельсовета, расположено в 1,5 км на противоположном берегу Уллучая.

## История
В XIV веке Худуц находился под влиянием казикумухского шамхала. В начале этого века шамхалом Кази-Кумуха в соседнем селе Ашты была построена мечеть для жителей Зирихгерана, перешедших в ислам от неверия. Худуц был частью вольного общества Буркун-Дарго. В XVIII веке сёла общества вошли в состав Казикумухского ханства. Худуц, как и соседнее село Кунки и др. силой оружия были превращены в раятов казикумухского хана.  Во времена вторжения Надир-Шаха мужчины села Худуц и Ашты, спрятав женщин и детей в горах присоединились к отряду лакцев под руководством Сурхая. 
с 1860 года в составе Аштикулинского наибства Кази-Кумухского округа. 
В селе сохранился большой камень с надписью, датируемой началом XIV века.

## Этимология
По местному преданию, название аулу дали заблудившиеся путники. Они долго блуждали по горам и неожиданно обнаружили селение. Один из них воскликнул — худе («собаки»), другой — цIа («огонь»), и впоследствии это название как будто бы укрепилось за селением, только оба слова слились в одно Худе-цIа — ХудуцI. Как пишет лингвист М. О. Османов, убедительность преданию придаёт тот факт, что селение внезапно появляется из-за поворота, когда на него смотришь, идя по противоположной горе.

## Население
| 1888 | 1895 | 1926 | 1939 | 1970 | 1989 | 2002 |
| ---- | ---- | ---- | ---- | ---- | ---- | ---- |
| 397  | ↗412 | ↘389 | ↗462 | ↗513 | ↗530 | ↘517 |
| 2010 | 2021 |      |      |      |      |      |
| ↘425 | ↘233 |      |      |      |      |      |

## Уроженцы
Худуц — родина Магомеда Гамзатова — Героя Российской Федерации, участника Великой Отечественной войны.